# 水田坝方型小围楼
水田坝方型小围楼，位于中国广东省韶关市始兴县城南镇东南管理区，为始兴县的一个县级文物保护单位，类型为近现代重要史迹及代表性建筑，公布时间为1990年7月13日。
水田坝方型小围楼建于1920年。